# Nowa Karczma (Górowo Iławeckie)
Nowa Karczma est un village polonais de la voïvodie de Varmie-Mazurie, dans le powiat de Bartoszyce.